# Weidel
Weidel – założony przez Conrada Weidela amerykański konstruktor i zespół wyścigowy. Napędzane silnikami Mercury samochody Weidel dwukrotnie bez powodzenia próbowały zakwalifikować się do zawodów Indianapolis 500.

## Wyniki w Indianapolis 500
| Rok  | Kierowca    | Nr | Kwal. | Wynik | Okr. | Lider | Uwagi |
| ---- | ----------- | -- | ----- | ----- | ---- | ----- | ----- |
| 1948 | Manny Ayulo | 88 | NZ    |       |      |       |       |
| 1950 | Joe James   | 82 | NZ    |       |      |       |       |